# Эдрик Дикий

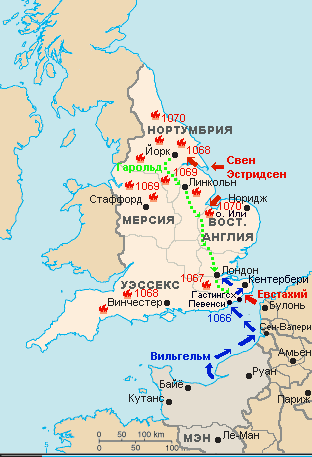
Нормандское завоевание Англии в 1066 года и восстания англосаксов 1067—1070 годов

Эдрик Дикий (или Эдрик Силватикус), также известный как Дикий Эдрик , Эдрик Килд (или Ребенок) и Эдрик Лесник (годы жизни неизвестны) — англосаксонский землевладелец из Шропшира и Херефордшира, который в этих районах возглавил английское сопротивление нормандскому завоеванию в 1068—1070 годах.

## Предыстория
В начале XII века историк Иоанн Вустерский пишет, что Эдрик Дикий был сыном некого Эльфрика, которого он идентифицирует как брат Эдрика Стреоны, олдермена из Мерсии во время правления короля Этельреда. В то время как пять братьев Эдрика Стреоны, судя по всему, засвидетельствовали списки свидетелей хартии короля Этельреда, ни один Эльфрик не выдвигает правдоподобного кандидата для идентификации с братом элдормана. Возможно, что Эльфрик был не братом, а племянником элдормана. В таком случае Эдрик (Дикий) принадлежал бы к тому же поколению, что и его двоюродный брат Сивард, сын Этельгара, который сам был внуком Эдрика Стреоны.
Поскольку имя Эдрик было распространено в Англии до Нормандского завоевания, идентификация с любым из землевладельцев с этим именем, перечисленных в Книге Страшного суда, остается непростым вопросом. Тем не менее, похоже, что он широко владел землей в Шропшире, а также владел примерно 12 гайдами в Херефордшире. Он, вероятно, Эдрик, сын Эльфрика, который владел двумя поместьями из монастыря Мач-Уэнлок (Шропшир). Эдрик и его двоюродный брат Сивард считались самыми богатыми тенами в Шропшире.

## Сопротивление норманнскому правлению
Отчеты о восстании Эдрика в Херефордшире в 1067 году включены в Рукопись D «Англосаксонской хроники», «Хроники хроник» Иоанна Вустерского и «Церковной истории» Ордерика Виталия.
После завоевания Англии герцогом Вильгельмом Нормандским Эдрик отказался подчиниться и поэтому подвергся нападению нормандских войск, базирующихся в замке Херефорд, под командованием Ричарда Скроба.
Он поднял восстание и, объединившись с валлийским принцем Гвинеда и Поуиса Бледином ап Кинвином и его братом Риваллоном ап Кинвином, безуспешно атаковал нормандский замок Херефорд в 1067 году. Они не взяли графство, а отступили в Уэльс, чтобы спланировать дальнейшие набеги.
Во время широкой волны английских восстаний в 1069—1070 годах он сжег город Шрусбери и безуспешно осадил замок Шрусбери, чему снова помогли его валлийские союзники из Гвинеда, а также другие английские повстанцы из Чешира.
Вероятно, именно эта комбинация сил была решительно разгромлена Вильгельмом в битве при Стаффорде в конце 1069 года. Эдрик по-видимому, подчинился королю Вильгельму в 1070 году и позже участвовал в вторжении Вильгельма в Шотландское королевство в 1072 году . В другом сообщении говорится, что он был схвачен Ранульфом де Мортимером после долгой борьбы и передан королю для пожизненного заключения, а некоторые из его земель впоследствии перешли к аббатству Вигмор.
Эдрик принимал участие в военной кампании короля Вильгельма Завоевателя в графстве Мэн в 1072 году и, согласно генеалогии Мортимера, держал замок Вигмор против Ранульфа де Мортимера во время восстания 1075 года.

## После восстания
В Книге Страшного суда 1086 года упоминается «Эдрик Сэлвидж» как бывший владелец шести поместий в Шропшире и одного в Херефордшире. Возможно, он владел из другими манорами. В Книге Страшного суда упоминается много людей по имени Эдрик, что затрудняет, если не делает невозможным, более близкую идентификацию. Роберт Уильям Эйтон прокомментировал, что «энтузиаст генеалогии без колебаний предположил бы в качестве вывода» возможность того, что Уильям ле Сэвидж, который владел манорами Юдон Сэвидж, Нин Сэвидж и Уолтон Сэвидж под сюзеренитетом Ранульфа де Мортимера в XII веке, мог быть потомком Эдрика. Двоюродный брат Эдрика Олдрейд унаследовал свою землю в Актон-Скотте, который позже принадлежал Уильяму Лейнглису («англичанин», умер в 1203 году), вероятно, был потомком Олдрейда. Собственность все еще находится в руках потомков Лейнгли, Актонов, которые передавались из поколения в поколение и никогда не продавались.
Вальтер Мап в своем сочинении «О придворных безделицах» рассказывает легенду, в которой Эдрик и его товарищ по охоте натыкаются в лесу на дом суккубов, одна из которых вышла замуж за Эдрика и родила ему сына, Альнодуса или Эльфнота. Вальтер Мап приводит Алнодуса как редкий пример счастливого и успешного потомства от отношений человека и суккуба.

## Традиции
Эдрик упоминается в связи с Дикой охотой и в рассказе о Диком Эдрике.
Эдрик был изображен Робертом О’Махони в телевизионной драме «Королевская кровь: Вильгельм Завоеватель» (1990).

## Наследие
Среди семей, которые утверждают, что происходят от Эдрика, есть семейство Уэлд в Англии, Уэлды США и прервавшаяся линия Уэлд-Бланделл.